# Eugnathia apiciplaga
Eugnathia apiciplaga är en fjärilsart som beskrevs av W. Warren 1913. Eugnathia apiciplaga ingår i släktet Eugnathia och familjen nattflyn. Inga underarter finns listade i Catalogue of Life.